# 南瓜店戰鬥
南瓜店戰鬥發生於1940年5月14日至1940年5月18日，主戰場位於湖北宜城。交戰守方為中華民國國民革命軍，另一方則為侵華日軍，屬於棗宜會戰第一階段戰鬥。張自忠率領國軍本進駐南瓜店據點以圖進取棗陽宜昌一帶，不過日軍於國軍未完成部署前，閃電攻擊。國軍張自忠遭日軍擊殺傷重致死。